# 李洛克
洛克李（或譯洛克·李，Rock Lee），外號小李。是日本動漫系列火影忍者中的一個虛擬人物。洛克李是以世界知名華人武打巨星李小龍為藍本的一個動漫畫角色，其出生日期亦跟李小龍同一日。官方有以他為主角的漫畫及動畫作品《李洛克的青春全力忍傳》，作者為平健史。

## 人物
- 想挑戰的對手：日向寧次、宇智波佐助、漩渦鳴人、我愛羅
- 喜愛的食物：生命咖喱
- 討厭的食物：不挑食
- 重視的人：阿凱、日向寧次、天天、漩渦鳴人、我愛羅
- 兒子：梅塔爾·李
- 忍者學校畢業年齡：12
- 中忍升級年齡：16
- 興趣：體術修煉
- 査克拉性質：無

幾乎和阿凱一樣，小時候被同學們取笑是吊車尾，由於不擅長控制查克拉，所以不識其他忍術及幻術。為此小李集中於體術的訓練，深信只要透過努力，總有一天可以超越像同組的日向寧次這種天才，阿凱曾稱讚他為「努力型的天才」。其身手跟阿凱不分上下，外號為「木葉美麗的蒼藍野獸」。
小李最大的特點，在於他和阿凱老師有著如出一撤的西瓜皮髮型與特濃雙眉，綠色的緊身戰衣以及熱血的性格。對宇智波櫻頗有好感。不過根據阿凱老師的說法，小李的酒量極差，過去阿凱為了慶祝小李學成裏蓮華，帶小李與寧次到餐廳吃飯，結果小李只喝到一點酒，大醉之餘還使出醉拳將整間餐廳摧毀，直到阿凱和寧次出面制止才讓小李平靜下來，不過這件事情也讓阿凱老師從此害怕讓小李碰到酒，甚至連聽到小李為了支援鳴人，卻誤將酒當成藥物帶出去時還會當場臉色大變。只不過這技能在第二部中除了劇場版<鳴人將死>外從來沒用過。

## 動畫中的表現

### 第一部

#### 中忍考試篇
李洛克首次出現在中忍試的登記場內。小李可以說是漩渦鳴人他們這些新人的師兄，因為他遲了一年參加中忍選拔試。
小李一出現，即表現了其極速的體術，使宇智波佐助很在意這個人的能力，及希望有機會跟他決鬥。小李初次見到春野櫻，亦毫不掩飾地表達了對小櫻的愛意；但小櫻見到的小李的粗眉，就已感到恐懼，並稱他為粗眉怪，直接了當拒絕了其“愛意”。
後來，小李主動找宇智波佐助挑戰，目的就是想證明努力是能擊敗天才（及證明給小櫻他是比佐助更優秀的男性）。佐助本想利用剛練成的寫輪眼看穿小李的行動，再進行攻擊，但無奈在速度上本身就跟不上小李的行動，很快地就被小李的體術擊潰。小李本想進一步利用體術--「表蓮華」擊敗佐助，令佐助知難而退；但其粗眉老師阿凱的出現，禁止了他使用「表蓮華」。因此，小李及佐助就期待在中忍試中能真正對決。
接著在第一場筆試中，得同組天天的協助，順利偷看其他人的答案，及通過了第一關。

#### 第二場考試
因為佐助跟鳴人在考試中，與化身為考生的大蛇丸對戰時體力耗盡，倒在地上不能作戰，故小櫻就在死亡森林裡照顧他們。此時，小櫻被授命取佐助性命的音忍（托斯、薩克及金）攻擊。危急之際，李洛克出現拯救小櫻一隊，並用"木葉烈風"擋住托斯的攻擊；後小李更用被阿凱老師列為禁術的「表蓮華」差點擊落托斯，但攻擊卻被薩克在地上製成的氣墊化解了。因「表·蓮華」是極耗體力的攻擊，一時間小李不能作出有效的反擊。相反，托斯利用聲波襲擊，使小李的左耳流血及產生幻象（因為耳水平衡被撓亂），頓時在毫無反擊之力的情況下被音忍們攻擊。結果小李癱倒在地上，動也動不了。後因佐助身上被大蛇丸留下的咒印生效（咒印狀態1），使佐助從昏迷中甦醒，並發放出巨大的查克拉力量，把音忍們擊退。此時小李方能脫險。他的伙伴天天來到後，就很粗魯地把小李搖醒。經此役後，小櫻對小李的印象完全改觀，不再稱他為粗眉怪，反而存有敬愛之心。

#### 第三場考試
第3場考試分為試前及正式考試。在試前考試中，李洛克的對手是體內擁有一尾守鹤，有「砂瀑」之稱的我愛羅。面對我愛羅的絕對防禦，小李先把捆在腳上用來修練，刻有「根性」兩字的千斤鐵環卸下（落地後所激起的塵土令全場人為之震驚），令自己的行動變得極速，我愛羅外層的自動砂防禦跟不上其速度，迫使我愛羅以自身查克拉製造砂防禦。接著又使用「表蓮華」，但卻撲了個空，因為只攻擊到我愛羅卸下的砂外殼，還給了我愛羅襲擊的機會。雖然體力已耗了很多，但因得到阿凱老師的鼓勵，最後便使出絕學--「裏蓮華」，及開啓「八門遁甲」中的另外三門（生、傷、杜三門），令身體化成全紅色，並給我愛羅重創，迫使我愛羅把自己的葫蘆化成最後的砂防禦，抵擋了攻擊。因為「裏蓮華」及開啓「五門」所透支的體力極多，所以小李在用後便立即倒在地上，即使想爬起來也不行。反而我愛羅雖也倒在地上，但有砂的防禦始終對他構不成嚴重傷害，還趁小李沒有力量還擊之時，使出「沙縛柩」之術，把小李的左手及左腳粉碎，更進一步想把小李殺死。幸而得到其老師阿凱的及時制止，免於一死。但小李卻遺憾地被淘汰出局，不能挑戰自己夢想的對手--漩渦鳴人，天才日向寧次及宇智波佐助。

#### 中忍考試後
在火影漫畫往後的數十回中，李洛克一直以拐杖行動。因小李同時知道自己可能要面對放棄忍者生涯的命運，而感到悲痛。及後新上任的五代目綱手也曾勸他要放棄忍者的夢想，但最終也被他的決心打動，指出可為他進行手術，但成功率只有5成；如失敗小李可能連自己的性命也要賠上。面對這個選擇時，小李內心亦爭扎不已，因為除非手術成功，他還要面對其餘兩個選擇--「死」或放棄忍者的夢想。但一直對他來說有如至親（甚至可以說是父親）的阿凱老師的鼓勵，以及其最動人的一番話--「如果你因手術失敗而死，我也會陪著你一起死」，令小李毅然選擇動手術。
結果手術是成功的，但綱手仍勸他不要作任何體術練習，及阻止其參與一切下忍任務。直到小李自己偷走出來，及參與營救佐助的行動。

#### 佐助營救篇
在佐助營救篇中，主要在漩渦鳴人跟君麻呂激戰時進行支援，後更掩護鳴人追截佐助。在喝了酒（當時誤以為是綱手調配的藥）之後，使出威力強勁的醉拳跟君麻呂戰鬥，但面對君麻呂一身硬骨仍毫無辦法。此時因為砂隱村及木之葉隱村再次結盟，化干戈為玉帛；砂隱村便派出手鞠、勘九郎、我愛羅姐弟三人，相助正追截佐助、由中忍奈良鹿丸率領木葉下忍們。三人分頭協助木葉忍者，我愛羅就選擇趕到大草原上，協助和君麻呂苦戰中的李洛克。最後聯手重創君麻呂，君麻呂本想以最後絕招早蕨之舞解決我愛羅及李洛克，但本身亦因身患重疾而在出招前先暴斃。

### 第二部

#### 我愛羅營救篇
在疾風傳中，二年半後的李洛克樣貌及服裝依然沒有太大改變。授命於五代目綱手，小李跟隨阿凱及小隊內的其他成員，前往協助拯救被曉擄走的我愛羅。然而，在途出遇上由曉組織頭領培因，以象轉之術幻化出來的另一個干柿油鮫—一個擁有和鬼鮫相同武器及忍術的替身。小李，天天及寧次被冒牌鬼鮫的水牢術圍困；而阿凱則以自身之力跟鬼鮫對戰。最後阿凱開至八門遁甲中的『景門』，並以體術-朝孔雀擊敗對方。小李（木葉大旋風）及寧次（八卦六十四掌）亦破術而出，擊敗冒牌鬼鮫的水分身。
後阿凱小隊及旗木卡卡西小隊一起到曉組織眾會，及對人柱力我愛羅施術的地方。該處被一道巨岩石封鎖入口，而且入口上及另外四處地方有咒印存在，要同時撕除這五張咒印方可使岩石打開。阿凱小隊便決定分別前往其餘四處咒印所在地，及卡卡西則留在大岩石的咒印處，一起同時撕除這五張咒印。並讓得到綱手力之真傳的春野櫻擊碎巨石。就在咒印被撕除，小櫻全力把岩石擊碎之際，其餘四處咒印所在地發生了怪異現象。咒印附近出現了跟阿凱小隊每一個人一樣的分身，而且連忍術也跟他們一樣。小李就憑自己之力，跟另一個自己對決。因分身只有撕開封印時所擁有的能力；故此小李最後憑著『要勝過昨天的自己』的信念，激勵阿凱老師、寧次及天天，並把分身擊敗。

#### 本篇
李洛克和阿凱、小櫻以及其他凱班成員到達鳴人與佩因的戰鬥現場會合，見到了鳴人以及身受重傷的雛田。及後鳴人回到木葉，他也在迎接的群眾行列內。後來與紅班、凱班及阿斯瑪班成員聆聽了小櫻出發前請求保密的事件，與祭、牙、小櫻到鐵之國尋找鳴人的蹤跡，與鳴人順利會合，事後祭、牙、小櫻離去。但小李卻中了小櫻施放的迷霧而昏厥過去。清醒後與歸來的鳴人、小櫻、卡卡西會合，回到木葉。

#### 忍界戰爭篇
李洛克被分配到第三部隊 近中距離聯合軍分隊，與卡卡西和阿凱同隊，出發前對昏厥在地上的阿凱擔心不已。遇上了桃地再不斬和白，小櫻根據以往和第七小隊在波之國對抗再不斬的經驗，提醒小李別讓再不斬有機可趁。
后与其他隊友趕赴支援鳴人，共同對抗鳶與斑。在獲得鳴人查克拉后將斑踹成兩段，并將斑連接十尾的木遁線也踢斷。
後中了斑的無限月讀而陷入沉睡，在無限月讀的夢中夢見自己把嗚人和寧次打敗並被小櫻喜歡上。直至戰爭落幕始脫離無限月讀的狀態。

#### 結局篇
第四次忍界大戰落幕多年後，小李育有一子，並依照當年阿凱訓練他的方式，對自己的兒子展開嚴格特訓。

### 《博人传-火影次世代-》
帮助自己儿子梅塔尔·李的同学雷门电气进行忍术训练，并继续推广绿色紧身衣。

### 腳注
1. ↑  從《火影忍者劇場版：慕留人》得知。

### 資料來源
1. 《临之书》，岸本齐史，台湾东立出版社，ISBN 986-11-1631-1，2003年12月9日
2. 《兵之书》，岸本齐史，台湾东立出版社，ISBN 986-11-4962-7，2005年8月17日
3. 《鬪之书》，岸本齐史，台湾东立出版社，ISBN 986-11-8309-4，2006年6月29日
4. 《者之书》，岸本齐史，台湾东立出版社，ISBN 978-4-08-874247-2，2008年9月9日
5. 《火影忍者》漫画和动画
6. Lian he wen xue: UNITAS, 第 267-272 期 （页面存档备份，存于）
7. 文訊, 第 243-248 期 （页面存档备份，存于）
8. 當代的民間文化觀照 （页面存档备份，存于）
9. FRIDAY FEATURE
10. Naruto Spin-Off: Rock Lee & His Ninja Pals Returns in Rerun (Updated) （页面存档备份，存于）
11. Naruto's Rock Lee Spinoff TV Anime's Promo Streamed （页面存档备份，存于）
12. Crunchyroll Adds Rock Lee Spinoff TV Anime Series （页面存档备份，存于）